# Мет Стивенс
Мет Стивенс (енгл. Matt Stevens; 1. октобар 1982) професионални је енглески рагбиста, који тренутно игра за Шарксе у најјачој лиги на свету. Рођен је у Дурбану, где је као дечак почео да тренира спорт са јајастом лоптом. Прошао је млађе категорије у екипи Провинс Рагби. Био је део млађих селекција ЈАР. Септембра 2002. прелази у један од најстаријих рагби клубова на свету Бат. За Бат је одиграо 120 утакмица и постигао 60 поена до 20. јануара 2009. када је пао на тесту, где је доказано да је користио дрогу. Због коришћења кокаина суспендован је из рагбија на 2 године. Након истека казне потписао је за Сараценсе, за које ће одиграти 13 утакмица и постићи 10 поена до повратка у Јужноафричку Републику. Због тога што су му родитељи Енглези, Мет је искористо право да игра за енглеску репрезентацију. 2004. је дебитовао за "црвене руже" против "ол блекса". 2006. у утакмици купа шест нација, повредио је раме, па је паузирао скоро годину дана. Играо је на два светска првенства. Ишао је са лавовима на турнеју 2005. на Новом Зеланду и на турнеју 2013. у Аустралију, али није одиграо ниједан меч. Студирао је економију на универзитету у Бату. Док није могао да игра рагби, због суспензије, радио је у кафићу. Једини трофеј који је освојио у животу, је челинџ куп са Батом 2008. За репрезентацију Енглеске одиграо је 39 утакмица.